# Псковская митрополия
Пско́вская митропо́лия — митрополия Русской православной церкви в границах Псковской области. Объединяет Псковскую и Великолукскую епархии.

## История
Образована решением Священного Синода Русской православной церкви от 25 декабря 2014. Главой митрополии назначен правящий архиерей Псковской епархии.

## Митрополиты
- 25 декабря 2014 года — 14 мая 2018 года — Евсевий (Саввин)
- 14 мая 2018 года — 11 октября 2023 года — Тихон (Шевкунов)
- 11 октября 2023 года — 25 июля 2024 года — Арсений (Перевалов)
- с 25 июля 2024 года — Матфей (Копылов)

## Епархии

### Великолукская епархия
Территория: Бежаницкий, Великолукский, Красногородский, Куньинский, Локнянский, Невельский, Новоржевский, Новосокольнический, Опочецкий, Пустошкинский, Пушкиногорский, Себежский и Усвятский районы Псковской области.

### Псковская епархия
Территория: город Псков, а также Гдовский, Дедовичский, Дновский, Островский, Палкинский, Печорский, Плюсский, Порховский, Псковский, Пыталовский и Струго-Красненский районы Псковской области.